# Галиаскаров, Зуфар Карамович
Зуфар Карамович Галиаскаров (13 марта 1938, Байки-Юнусово, Башкирская АССР, Байкибашевский район, Башкирская АССР или Башкортостан — 19 апреля 2002, Тула) — советский хозяйственный деятель. Лауреат  Государственной премии СССР в области науки и техники (1971 год). Член КПСС.

## Биография
Родился в 1938 году в деревне Байки-Юнусово.
В 1956—1998 гг. — аппаратчик, старший аппаратчик Щекинского азотно-тукового комбината Министерства химической промышленности СССР / ОАО «Щекиноазот».
За разработку системы мероприятий по повышению производительности труда и внедрение их на Щёкинском химкомбинате, предприятиях МХП СССР и других отраслях был в составе коллектива удостоен Государственной премии СССР в области науки и техники 1971 года.
Умер в 2002 году в Туле.

## Награды
- Орден Октябрьской Революции (1986)
- Орден Трудового Красного Знамени (1976)